# Jordi Ballester
Jordi Ballester. (n. Nules, Castellón, 27 de febrero de 1974) es un actor español de cine, televisión y teatro. Es titulado en Arte dramático en el Col·legi de teatre de Barcelona y en el Institut del Teatre de la misma ciudad, siendo discípulo de Bob McAndrew.

## Trayectoria
En televisión ha trabajado como protagonista o secundario fijo en series de Canal Nou como Senyor retor, Negocis de familia, Les moreres, En l'aire o Altra oportunitat. Ha hecho otros papeles en Angels i Sants (TV3), Laberint d'ombres (TV3), Nissaga de Poder (TV3), Policías (Antena 3), Un paso adelante (Antena 3), Periodistas (Tele 5), Amar en tiempos revueltos (TVE) y Los hombres de Paco (Antena 3). Interpreta a uno de los personajes fijos de la serie La familia Mata de Antena 3, en 2009 interpreta a Luigi en la serie 90-60-90, diario secreto de una adolescente y en 2010 hace un cameo en la Serie "La Que Se Avecina" en el papel de Adrian, policía municipal.
En cine ha trabajado en las películas Mar adentro de Alejandro Amenábar, Lola de Miguel Hermoso, El juego del ahorcado de Manuel Gómez Pereira, De espaldas al mar de Guillermo Escalona y El caso de la novia dividida de Joan Miramon.
En su currículum teatral hay más de 15 obras de teatro en Valencia, Barcelona y Madrid. Es miembro fundador de las compañías Veu a dins y La manflota en Valencia y Mendax teatre en Barcelona.

## Filmografía

### Cine
| Año  | Título                                     | Personaje             | Direcciój                |
| ---- | ------------------------------------------ | --------------------- | ------------------------ |
| 2004 | Mar adentro                                | -                     | Alejandro Amenábar       |
| 2006 | El caso de la novia dividida               | Riera                 | Joan Marimón Padrosa     |
| 2007 | Lola                                       | César                 | Miguel Hermoso           |
| 2007 | El juego del ahorcado                      | Sargento              | Manuel Gómez Pereira     |
| 2010 | Di Di Hollywood                            | Ayudante teleserie    | Seth Gordon y Bigas Luna |
| 2013 | El amor no es lo que era                   | Sergio                | Gabriel Ochoa            |
| 2015 | Agosto del 34                              | Antonio Conde (joven) | Sergio González-Román    |
| 2015 | Chiamatemi Francesco - Il Papa della gente | -                     | Daniele Luchetti         |
| 2016 | Nubes rojas                                | Pinkerton             | Marino Darés             |
| 2017 | Brava                                      | Mosso d'esquadra      | Roser Aguilar            |
| 2020 | Un círculo en el agua                      | Sicario               | Vicent Monsonís          |
| 2023 | Quatre raons                               | Alejandro             | Pedro Pérez Rosado       |

### Televisión
| Año             | Título                                     | Personaje                   | Cadena                  | Notas        |
| --------------- | ------------------------------------------ | --------------------------- | ----------------------- | ------------ |
| 1999            | Laberint d'ombres                          |                             | TV3                     | 1 episodio   |
| 2001            | El cor de la ciutat                        | Treballador 1               | TV3                     | 2 episodios  |
| 2002            | Periodistas                                |                             | Telecinco               | 1 episodio   |
| 2002            | Un paso adelante                           | Policía local               | Antena 3                | 1 episodio   |
| 2003            | Policías, en el corazón de la calle        | El Bronkas                  | Antena 3                | 3 episodios  |
| 2006            | Àngels i sants                             |                             | TV3                     | 1 episodio   |
| 2006            | En l'aire                                  |                             | TV3                     | 7 episodios  |
| 2007            | Les moreres                                |                             | Canal Nou               |              |
| 2008            | Los hombres de Paco                        | Agente Ramonet              | Antena 3                | 1 episodio   |
| 2008 - 2009     | La familia Mata                            | Javi                        | Antena 3                | 23 episodios |
| 2009            | 90-60-90 Diario secreto de una adolescente | Luigi Santos                | Antena 3                | 8 episodios  |
| 2010            | La que se avecina                          | Adrián                      | Telecinco               | 1 episodio   |
| 2011            | Senyor retor                               | Horaci Cassany              | Canal Nou               | 26 episodios |
| 2012 - 2013     | Grand nord                                 | Oriol Sisquella             | TV3                     | 4 episodios  |
| 2013            | Amar es para siempre                       | Valeriano                   | Antena 3                |              |
| 2014            | Kubala Moreno y Manchón                    | Jacob                       | TV3                     | 1 episodio   |
| 2014            | 39+1                                       | Genís                       | TV3                     | 3 episodios  |
| 2015            | El Ministerio del Tiempo                   | Mariano                     | La 1                    | 1 episodio   |
| 2016            | Cuentame como pasó                         | José Luis                   | La 1                    | 3 episodios  |
| 2016            | Centro médico                              |                             | La 1                    | 2 episodios  |
| 2019            | La forastera                               | Josep                       | À Punt                  | 8 episodios  |
| 2020            | El pueblo                                  | Rubén                       | Prime Video / Telecinco | 2 episodios  |
| 2020            | Perdida                                    | Roberto Aramendia           | Antena 3                | 9 episodios  |
| 2020            | La mort de Guillém                         | Txema Laullón               | À Punt                  | TV Movie     |
| 2021            | Alba                                       | Iván Entrerríos             | Antena 3                | 12 episodios |
| 2021            | Servir y proteger                          | Eduardo Acosta              | La 1                    | 11 episodios |
| 2022            | Madres. Amor y vida                        | Xavier "Xavi" Guzmán        | Prime Video / Telecinco | 1 episodio   |
| 2022 - presente | L'Alqueria Blanca                          | Alfons Ortí                 | À Punt                  | ¿? episodios |
| 2022            | Desenterrats                               | Repartidor de medicamenteos | À Punt                  | 4 episodios  |